# Ramon Martí i d’Eixalà
Ramon Martí i d’Eixalà (* 1807 in Cardona; † 18. Mai 1857 in Madrid) war ein katalanischer Jurist, Philosoph und Politiker.

## Werk und Lebensweg
Martí erwarb 1830 sein Lizentiat in Jura an der Universität Cervera. 1837 promovierte er an der Universität Barcelona zum Doktor der Rechtswissenschaften. Von 1834 bis 1845 lehrte er als Professor für Philosophie an der Academia de Ciencias Naturales y Artes in Barcelona und etwas später an der wiedereröffneten Universität Barcelona. Interimsweise war er auch Sekretär dieser Universität. Er war Mitglied der Anwaltskammer von Barcelona, Mitglied der Societat Econòmica d’Amics del País (Wirtschaftsgesellschaft Freunde des Landes), Mitglied der Gesellschaft der Förderung der Aufklärung und Direktor des Institut Barcelonès, einer Primar- und Sekundar-Schule in Barcelona. Er war Vorsitzender der liberalen Partei. Er war 1843, 1844–1846, 1853 und 1857 Abgeordneter der Cortes mit einer Mitte-Links-Ausrichtung. In Madrid trat er für den Schutz und die Protektion der katalanischen Industrie ein. 1846 wurde er Professor für Handels- und Zivilrecht an der Universität Barcelona. Er wirkte mit bei der Liquidierung der Güter der alten Universität von Cervera. Er war Präsident der Akademie für Jurisprudenz und Mitglied der Kommission für die Reformierung des Handelsrechtes. Er war an der Fixierung der Stadtverfassung von Barcelona (1857) als Redakteur beteiligt.
Bekannt wurde Martí besonders durch seine Professorentätigkeit. Er schrieb folgende juristischen Lehrbücher: Tratado elemental del derecho civil romano y español (1838, Elementarer Traktat über das römische und spanische Zivilrecht), Instituciones del derecho mercantil de España (1848, Institution des spanischen Handelsrechtes) Dieses Werk wurde mindestens sieben Mal verlegt und  von Manuel Duran i Bas um Zusatzkapitel erweitert. Martí hat bei der Übersetzung und Kommentierung von Las siete Partidas d’Alfons X (1843) mitgewirkt. Auch seine philosophischen Publikationen, Curso de filosofía elemental (1841, 1845, Elementarkurs Philosophie) und Manual de la historia de la filosofía (1842, Handbuch der Geschichte der Philosophie, aus dem Französischen übersetzt) waren didaktisch ausgerichtet. Letzteres Werk bot zum ersten Mal im Anhang eine Geschichte der spanischen Philosophie. Weitere Veröffentlichungen waren die Discursos inaugurales der Universitätskurse von 1835, 1837 und 1852 und weitere unveröffentlichte Schriften wie die Sentimientos morales (Moralische Empfindungen). Die Originalität dieser Werke liegt vor allem in ihrer Methodik. Sie sind alle anhand des erstmals in dem Curso de Filosofía dargelegten empirischen Kanon dargestellt. Dieser Kanon findet sich auch in seinen juristischen Werken wieder.
Die deutsche Philosophie kannte Martí bis auf diejenige Kants nicht. Dagegen war er mit den englischen Empiristen Francis Bacon, John Locke und David Hume sowie den französischen Sensualisten Condillac und Destutt und den schottischen Philosophen Thomas Reid und Dugald Stewart vertraut. Scheinbar kannte er aber William Hamilton nicht. In seinem Denken, speziell im Denken des Bewusstseins in seiner gesamten Integrität, profitierte er von Francesc Xavier Llorens i Barba, dem Gründer der Philosophenschule von Barcelona. Diese Theorie repräsentiert einen gewissen idealistischen Spiritualismus und betont den Wert der menschlichen Intimität. Sie stellt den Wert der Affektivität und der Gefühle über denjenigen der Intelligenz. Die Vorentscheidung für eine rigorose Wissenschaftlichkeit und eine pragmatische Konzeption der Wissenschaft sind die Fundamente einer Philosophie des Common Sense beziehungsweise einer Philosophie des gesunden Menschenverstandes. Martí hat keine schottischen Ideen nach Katalonien importiert. Vielmehr trifft er in seinen Ideen ein methodisch striktes, praktisches Denken, das seine Wurzeln in Katalonien hat.